# Джо Льюїс
Джо Льюїс (англ. Joe Lewis, нар. 6 жовтня 1987, Саффолк) — англійський футболіст, воротар шотландського клубу «Абердин».
Виступав, зокрема, за клуб «Норвіч Сіті», а також національну збірну Англії.
Переможець Чемпіонату Футбольної ліги.

## Клубна кар'єра
Народився 6 жовтня 1987 року в місті Саффолк. Вихованець футбольної школи клубу «Норвіч Сіті». Дорослу футбольну кар'єру розпочав 2003 року в основній команді того ж клубу, в якій провів п'ять сезонів, взявши участь у 0 матчах чемпіонату. 
Згодом з 2007 по 2016 рік грав у складі команд «Стокпорт Каунті», «Моркем», «Пітерборо Юнайтед», «Кардіфф Сіті», «Блекпул» та «Фулгем».
До складу клубу «Абердин» приєднався 2016 року. Станом на 7 березня 2020 року відіграв за команду з Абердина 206 матчів в національному чемпіонаті.

## Виступи за збірні
У 2005 році дебютував у складі юнацької збірної Англії (U-19), загалом на юнацькому рівні взяв участь у 2 іграх.
Протягом 2008–2009 років залучався до складу молодіжної збірної Англії. На молодіжному рівні зіграв у 5 офіційних матчах.
У 2008 році дебютував в офіційних матчах у складі національної збірної Англії.

## Титули і досягнення
- Переможець Чемпіонату Футбольної ліги (1):

«Кардіфф Сіті»: 2012-2013